# لئوناردو آبالسامو
لئوناردو آبالسامو (انگلیسی: Leonardo Abálsamo؛ زادهٔ ۵ اکتبر ۱۹۸۲) بازیکن سابق فوتبال اهل آرژانتین است. او قبلاً برای کلاب دپورتس لا سرنا در شیلی، باشگاهی که توانست در ۷ بازی ۳ گل به ثمر رساند و کورکامینوس در لیگ برتر مکزیک بازی کند.